# انتفاضة هراة 1979

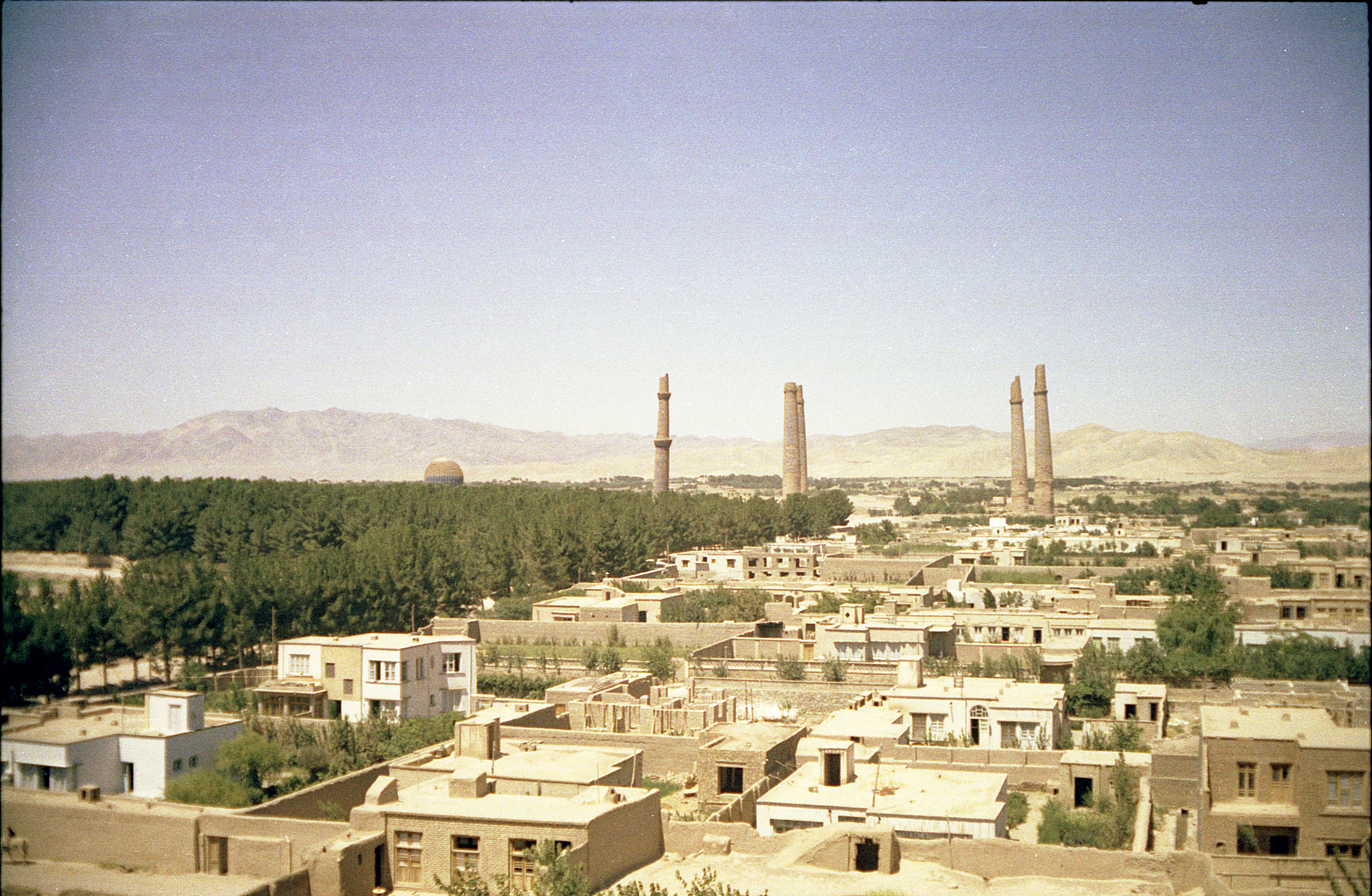
هراة عام 1969.

انتفاضة هراة 1979 هي عصيان وقع بمدينة هراة، أفغانستان وحولها في مارس 1979، وتضمنتت كلاً من الثورة الشعبية وعصيان قوات الجيش الأفغاني ضد جمهورية أفغانستان الديمقراطية (DRA). ناشد النظام الشيوعي في البداية حلفائه السوفيتيين للمساعدة، ولكن القيادة السوفيتية رفضت بحذر التدخل. بعد استيلاء المتمردين على المدينة وإحكام سيطرتهم عليها لمدة إسبوع تقريبًا، كان النظام قادرًا على استعادة السيطرة عليها بمساعدة قواته الخاصة والقصف الجوي المتتالي بعد ما تخلّف عن ذلك سقوط 25000 من سكانها قتلى.

## الانتفاضة

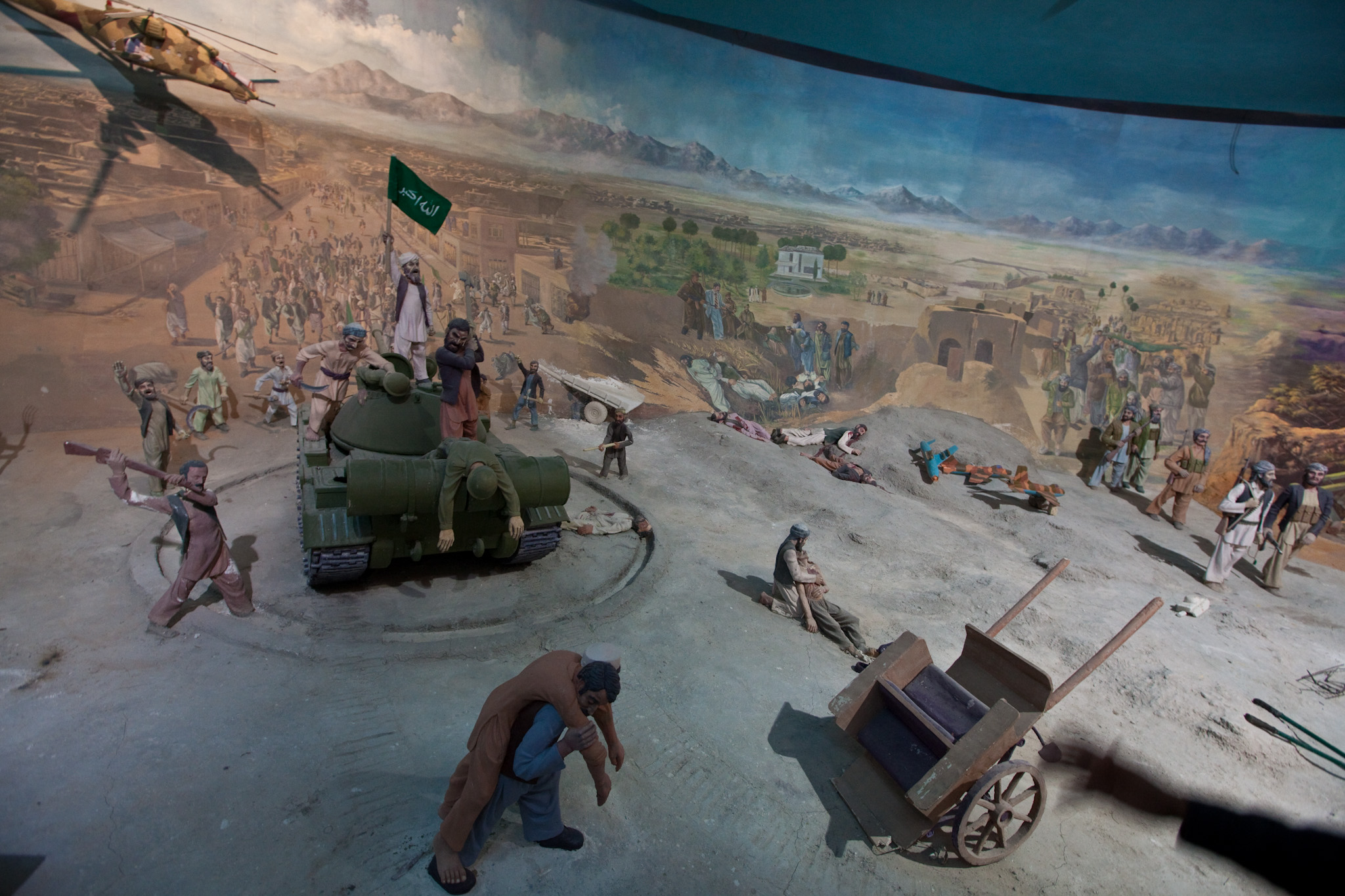
ديوراما أفغانية تصور التمرد في هراة.

وقعت أحداث هراة في سياق واسع من الاضطرابات ضد الإصلاحات الاشتراكية التي قامت بها جمهورية أفغانستان الديمقراطية، والتي كان منها بشكل أساسي الإصلاح الزراعي. تلك الإصلاحات، إلى جانب تناقضها مع تقاليد ومبادئ الإسلام، فهي في كثير من الأحيان تزيد الموقف سوءًا بالنسبة لفقراء المناطق الريفية الذين كان من المفترض مكافأتهم. وقد بدأت الانتفاضة في مايو 1978 بولاية نورستان من خلال وقوع انتفاضات عفوية بجميع أنحاء أفغانستان ضد جمهورية أفغانستان الديمقراطية (DRA) وسياساتها.
تم إجراء الإصلاح الزراعي بالقرب من هراة دون معارضة، حيث كان هناك القليل من التضامن بين المزارعين في المناطق الريفية وكبار مُلاّك الأراضي الذين كانوا بالكاد يعيشون في المدينة. وفي هذا الوضع كانت ممارسة القمع من قبل فصيل خلق ضد الشخصيات الدينية، ومن بينهم بير والعلماء والنخبة التقليدية، يستشهد بها كعامل حاسم، بالإضافة إلى حملة الحكومة لمحو الأمية والتي أصبحت مثيرة للجدل خاصة بسبب إدراج الدعاية الشيوعية في فصول محو الأمية، وكذلك جعل الفصول مختلطة من الجنسين.
وقعت بالفعل في ولاية هراة ثورات منفصلة، ولكن بدأت الانتفاضة جدّيًا في 15 مارس 1979. وتجمع المتمردون في المناطق المحيطة حول المساجد، وبعد سماع خطب الملالي، ساروا بالمدينة حيث انضم إليهم العديد من السكان في مهاجمة المباني الحكومية والرموز الشيوعية. وقد كُلّفت الفرقة 17 في الجيش الأفغاني من قبل النظام لإخماد هذه الثورة، ولكن ذلك أثبت فشله، حيث كان هناك القليل من مناصري حزب خلق في هذه الوحدة الخاصة، وبدلاً من ذلك فقد تمردوا وانضموا للانتفاضة. وانسحبت مجموعة صغيرة من الجنود والمسؤولين والناشطين في حزب خلق إلى داخل الجامع الأزرق. استولى المتمردون على مدينة هراة لمدة إسبوع تقريبًا، وأثناء هذه الفترة سادت حالة من الفوضى. حيث تجوّل مثيرو الشغب بالطرق وهم يهتفون «الله أكبر»، باحثين عن أنصار للحكومة وسارلوتشي (ذوي الرؤوس المكشوفة)، مشيرين لعدم التقوى؛ وتم قتل المسؤولين الشيوعيين، وبالأخص قادتهم. وقد نهبت البازارات وقُتل العديد من المستشارين السوفيتيين لجمهورية أفغانستان الديمقراطية، في حين تم استبقاء أجانب آخرين. ولم يتم تأكيد العدد الدقيق لمن تم قتلهم من السوفيتيين خلال الأحداث: نقلت بعض المصادر أرقامًا كبيرة تصل إلى 200 شخص ولكن وفقًا لمصادر سوفيتية رسمية، كان هناك اثنان فقط من الضحايا. وتشير مصادر سابقة لجمهورية أفغانستان الديمقراطية أنه تم قتل 4 أشخاص سوفيتيين، ربما مع أسرهم. ووفقًا لبعض المصادر، تم التمثيل بجثث القتلى من المستشارين في جميع أنحاء المدينة من قِبل المتمردين، ولكن تم إنكار هذا من قبل مصادر أخرى. لم يكن لهذه الثورة قيادة موحدة: فعلى الجانب العسكري، تزعّم العصيان مجموعة من الضباط في ساردار جاجران ورسول بالوخ والتي ضمت أيضًا إسماعيل خان وعلاء الدين خان، اللذين كانا مشتركين في حزب الجمعية الإسلامية. ولم يلعب إسماعيل خان، الذي أصبح فيما بعد أمير قوات الجمعية الإسلامية في ولاية هراة، وكبير قادة المجاهدين، دورًا قياديًا في الثورة، وذلك كما ادّعى مؤيدوه فيما بعد. وكان الموقف بين صفوف المتمردين المدنيين أكثر اضطرابًا، على الرغم من قيام بعض الشخصيات المحلية بدور هام: حيث قاد كل من جول محمد، والبشتون الباراكزاي من كذركاه، وقمري دوز وشير أجا شونجار، اثنين من المدانين السابقين، مجموعات كبيرة من المتمردين.
اجتاحت الثورة جميع الولايات حول هراة ما عدا أوبيه وولاية بشتون زرغون، حيث صمدت مراكز قيادة الحكومة وانتشرت بعد أيام قليلة إلى ولاية بادغيسثم إلى المحافظات المجاورة الأخرى.
بعد الصدمة الأولى من فقدان مدينة رئيسية وانشقاق فرقة بأكملها، كان رد فعل جمهورية أفغانستان الديمقراطية بلا رحمة. وتم إرسال اللواءين الرابع والخامس عشر المدرعين من السجن الأفغاني الوطني، ولكن نظرًا لبعد مسافة السفر، أمر حفيظ الله أمين اللواء سيد محرم، قائد حامية قندهار بإرسال قوة مدرّعة يمكنها الوصول إلى هراة بشكل أسرع. ووصلت صفوف محرم المكونة من 30 دبابة و300 فرد إلى هراة في 20 مارس، ملوّحين بأعلام خضراء وحاملين القرآن، والذي خدع المتمردين ليعتقدوا أن التمرد قد انتشر في سائر الدولة. وبذلك تم السماح لقوات خلق بالمرور واستعادة المدينة. وجّهت قوات الحكومة حينها قصفًا جويًا على هراة باستخدام قاذفات إليوشن إل-28 من قاعدة شينداند الجوية، وقد أدّى هذا القصف إلى تدمير المدينة بشكل كبير وموت الآلاف من سكان هراة، على الرغم من أنه لم يتم تأكيد عدد القتلى بالضبط: ويتراوح أقل تقدير للقتلى ما بين 3000 و4000 قتيل، بينما وصل أعلى تقدير إلى 25000 قتيل. وفي عام 1992، تم اكتشاف مقبرة جماعية تضم 2000 جثة من هؤلاء الذين تم قتلهم بواسطة قمع الجمهورية الأفغانية.

## العواقب
طلب
تسببت الأحداث في هراة أن تشعر القيادة السوفيتية أن حلفاءها الأفغان كانوا في أزمة. دفعت المطالب المتكررة من نور محمد تركي، رئيس جمهورية أفغانستان الديمقراطية، للحصول على المساعدة العسكرية السوفيتية في قمع التمرد، لعقد سلسلة من اجتماعات سرية لمكتب بوليتبرو. وقد عقد أحد هذه الاجتماعات في 17 مارس، وفيها أقر وزير الخارجية جروميكو أن جمهورية أفغانستان الديمقراطية تواجه «الآلاف» من المتمردين، ولكن، وفقًا لعقيدة بريجنيف، أكد «الافتراض الأساسي» وهو أنه «قد نخسر أفغانستان تحت أي ظرف من الظروف». وأعرب أليكسي كوسيغين، عضو آخر في مكتب بوليتبرو، عن عدم الثقة في القيادة الأفغانية، مبينًا أن «أمين وتركي على حد سواء يخفون الوضع الحقيقي عنا». وفي اتصال هاتفي مع كوسيغين في اليوم التالي، اشتكى تركي أنه لم يعد من الممكن الاعتماد على القوات الأفغانية المسلحة، حتى أولئك الذين تدرّبوا في الاتحاد السوفيتي، وأصبحت توسلاته للحصول على المساعدة أكثر توترًا: حيث طلب إدخال جنود سوفيتيين من الجمهوريات السوفيتية لآسيا الوسطى (الذين ينتمون لنفس المجموعات العرقية كسكان أفغانستان) إلى أفغانستان في الزي الأفغاني. ومع ذلك كانت هذه المطالب دون جدوى، واتجه مكتب بوليتبرو في البداية نحو سياسة عدم التدخل، التي تم التحقق من صحتها في وقت لاحق من قبل بريجنيف. وعندما زار تركي موسكو يوم 20 مارس، أوضح كوسيغين له سياسة الاتحاد السوفيتي بشأن أفغانستان:
لقد درسنا بعناية جميع جوانب هذا العمل وتوصلنا إلى استنتاج مفاده أنه إذا تم إدخال قواتنا، فلن يتحسن الوضع في بلدك فحسب، بل سيزداد سوءًا. لا يمكن لأحد أن ينكر أن قواتنا ستقاتل ليس فقط مع معتدين أجانب، ولكن أيضًا مع عدد معين من أفراد شعبك. والناس لا يغفرون مثل هذه الأشياء.
ومع ذلك، فقد زاد السوفيتيون مساعدتهم العسكرية في الأشهر التالية عن طريق إرسال كميات كبيرة من المعدات، بما في ذلك دبابات تي-62 ومقاتلات ميج-21 ومروحيات مي-24 الهجومية، بالإضافة إلى المزيد من المستشارين لخدمتهم. وعلى الرغم من هذا، استمر الوضع في القوات المسلحة الأفغانية في التدهور، مع حركات التمرد التي تحدث في جلال آباد، وأسمار، وغزنة، ونهرين، وفي أغسطس 1979 في قلعة بالا هيسار في كابل. ومع أنه تم إخماد كل ذلك، إلا أن ضعف الجيش ساهم بشكل كبير في انتشار التمرد. وفي 24 ديسمبر 1979، قام الاتحاد السوفيتي بنشر الجيش الأربعون، تحت قيادة ليونيد بريجنيف، بادئًا شعلة الحرب السوفيتية في أفغانستان.

## تفسيرات
حاولت جمهورية أفغانستان الديمقراطية أن تظهر أن هذه الانتفاضة منظّمة من قبل إيران. وكانت العلاقات بين إيران وجمهورية أفغانستان الديمقراطية متوتّرة، واشتبهت قيادة حزب خلق في تآمر القائد الإيراني (آية الله الخميني) والمجتمعات الشيعية في هراة والتي تشكل نصف سكان المدينة. وفي خطوة دعائية، انتهز النظام عودة 4000 عامل أفغاني من إيران، للإدّعاء بأن هيرات كانت مخترقة من قبل إيرانيين يرتدون زي الأفغان.
كمظهر من مظاهر القوى الاجتماعية والسياسية في العمل في أفغانستان، كانت انتفاضة هراة موضوعًا للبحث الأكاديمي، والذي قدّم تفسيرات متناقضة لذلك. قدم جيورجيو فيرسيلين الانتفاضة على أنها حركة مضادة للبشتون، مدفوعة من استياء المجتمعات الناطقة بالفارسية ضد المستوطنين البشتون. تم رفض هذا على حد سواء من قبل أوليفييه روي وجيلز دورونسورو، وقد أشار الأخير أن شخصيات معينة من رموز الانتفاضة مثل جول محمد كانت من البشتون، وأن الثورة حدثت أيضًا بنفس الشكل في مناطق يسكنها البشتون.
وفقًا لأوليفييه روي، كانت ثورة هراة مثالاً لتمرد منظم، على العكس من الثورات العفوية المضادة للحكومة التي حدثت في كل مكان بالدولة. اعتبر روي أن أحداث هراة تحمل طابعًا مميزًا لإستراتيجية وضعها برهان الدين رباني، زعيم الحزب الإسلامي الجمعية الإسلامية، المكونة من انقلاب عسكري من الداعمين المنشقين عن الجيش، وتم دعمها من انتفاضة شعبية. وأشار روي لدعم هذا الافتراض إلى أفعال مناصري الجمعية الإسلامية في الجيش (إسماعيل خان وعلاء الدين خان)، وإلى الارتباط بين الجمعية الإسلامية ومولوي الذي وعظ في المتمردين. عارض دورونسورو هذا التفسير، استنادًا على أن الدور الذي يقوم به مناصرو الجمعية الإسلامية صغير نسبيًا. وبينما فتح مكتب الجمعية الإسلامية في مشهد الاتصالات مع ضباط الفرقة 17 قبل عدة أسابيع من الأحداث، لم يكن القادة الفعليون للتمرد ضمن صفوف ذلك الحزب (وفقًا لدورونسورو، واحد من زعيمي الثورة الأساسيين كان ماويًا). وبالإضافة إلى ذلك، فإن عدم وجود تنسيق بين المتمردين العسكريين والمدنيين والطبيعة الفوضوية وغير المتوقعة عمومًا للانتفاضة يشير، في رأيه، إلى أنها كانت عفوية وليست مدبّرة.